# Максимів Іван Андрійович
Іван-Богдан Андрійович Максимів (псевдо: «Богдан Бард», «Вечірній», «Петро Оріх», «Ромб») (* 14 травня 1913, с. Дрогомишль, Яворівський район, Львівська область — † 14 квітня 1941, м. Львів) — організаційний референт Крайової Екзекутиви ОУН ЗУЗ.

## Життєпис
Народився 14 травня 1913 року в селі Дрогомишль (тепер Яворівського району Львівської області). 
Протягом 1927-1933 навчався у Яворівській гімназії. Продовжив навчання у малій семінарії у Львові. Згодом навчався на українській філології Львівського університету (1939-1940).
Член ОУН з 1935 року. Неодноразово заарештовувався польською поліцією. Останній раз вийшов на волю 19 вересня 1939 і до грудня цього ж року перебував за кордоном. Після повернення до Львова, з березня 1940 року референт Юнацтва Крайової Екзекутиви ОУН.    
У серпні 1940 перебрав у Лева Зацного пост організаційного референт КЕ ОУН ЗУЗ, одночасно був заступником крайового провідника.
Заарештований НКВС 3 вересня 1940 року з частиною організаційних документів. 
Не зміг витримати тортур і дав свідчення про інших членів організації. Завдяки його свідченням декілька членів ОУН були засуджені до смертної кари. 
Засуджений на «Процесі 59-ох» до смертної кари. Під час процесу мав перший виступ серед ув'язнених із покаяльною промовою. Розстріляний 14 квітня 1941 року.